# Технік

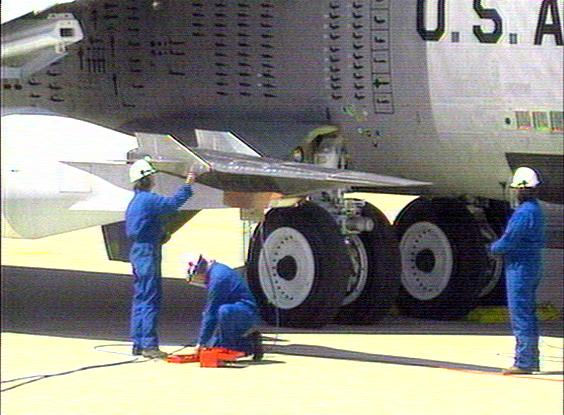
Авіаційні техніки виконують операції на крилі літака.

Те́хнік (рос. техник, англ. technician, нім. Technik f) – фахівець із певної галузі техніки, що має середню технічну освіту. Наприклад, у гірництві – гірничий технік (молодший спеціаліст – гірничий технік-технолог, гірничий технік-електромеханік, технік-маркшейдер тощо).
Різновиди професії:
- Авіаційний технік
- Зубний технік
- Санітарний технік
- Технік ЖКГ
- Технік-програміст

Освітньо-професійна програма підготовки молодшого спеціаліста реалізується, як правило, вищими навчальними закладами I рівня акредитації.

## Технік життєзабезпечення
У морських технологіях – оператор камери, особа, відповідальна за всі операції, пов’язані із
системою життєзабезпечення працюючих водолазів.